# Ročica
Ročica – wieś w Słowenii, w gminie Pesnica. W 2018 roku liczyła 216 mieszkańców.